# Part-Time Lover
«Part-Time Lover» es una canción escrita por Stevie Wonder, lanzada como el primer sencillo de su vigésimo álbum de estudio In Square Circle. Fue publicado en agosto de 1985 por el sello discográfico Motown.
Alcanzó la posición número 1 en las listas Billboard Hot 100, Hot Black Singles, Club Dance Songs, y Adult Contemporary. Los éxitos simultáneos en las listas hicieron a Wonder el primer artista en alcanzar la posición 1 en cuatro diferentes listas Billboard. También alcanzó el número 1 en Bélgica, Canadá, España, Irlanda y Nueva Zelanda,
"Part-Time Lover" llegó el número 3 en la UK Singles Chart gracias una actuación de Wonder en Top of the Pops a finales de 1985.
Stevie Wonder ganó una nominación a los Premios Grammy por la mejor interpretación vocal masculina Pop en 1986.

## Lista de canciones
sencillo 7"
A "Part-Time Lover" – 3:43
B "Part-Time Lover" (Instrumental) – 3:43
maxi 12"
A "Part-Time Lover" (12″ Version) – 8:20
B "Part-Time Lover" (Instrumental) – 8:20

## Posicionamiento en listas
| Lista (1985)                                  | Máxima posición |
| --------------------------------------------- | --------------- |
| Alemania (Offizielle Deutsche Charts)         | 12              |
| Australia (Kent Music Report)                 | 3               |
| Austria (Ö3 Austria Top 40)                   | 11              |
| Bélgica (Flandes) (Ultratop 50)               | 1               |
| Canadá (RPM Top Singles)                      | 1               |
| Estados Unidos (Billboard Hot 100)            | 1               |
| Estados Unidos (Biilboard Adult Contemporary) | 1               |
| Estados Unidos (Biilboard Hot Black Singles)  | 1               |
| Estados Unidos (Biilboard Club Dance Songs)   | 1               |
| España (AFYVE)                                | 1               |
| Francia (SNEP)                                | 3               |
| Irlanda (IRMA)                                | 1               |
| Italia (FIMI)                                 | 2               |
| Nueva Zelanda (Recorded Music NZ)             | 1               |
| Noruega (VG-lista)                            | 5               |
| Países Bajos (Dutch Top 40)                   | 11              |
| Reino Unido (UK Singles Chart)                | 3               |
| Suecia (Sverigetopplistan)                    | 3               |
| Suiza (Schweizer Hitparade)                   | 5               |

## Otras versiones
- El músico de salsa puertorriqueño Bobby Valentin realizó una versión de la canción en 1986 la cual llegó al número 23 en la lista Hot Latin Tracks.[24]

## Personal
- Stevie Wonder – voz principal y coros, sintetizadores, bajo, batería y caja de ritmos
- Luther Vandross -  voz principal, coro
- Syreeta Wright, Philip Bailey, Keith John, Melody McCully, Billy Durham, Peter Byrne, Renee Hardaway y Darryl Phinnessee - coros